# 職業訓練指導員 (ブロック建築科)
職業訓練指導員 (ブロック建築科)（しょくぎょうくんれんしどういん ブロックけんちくか）は、職業訓練指導員免許のうちの1つ。厚生労働省管轄。

## 受験資格
職業訓練指導員免許の受験資格と試験免除を参照。
ブロック建築科においては、一級又は二級建築士の保有者は実務経験不要。さらに一級建築士の保有者は、「系基礎学科」、「専攻学科」の各試験が免除され、「指導方法」の学科試験と「実技」のみでよい。

## 試験科目
学科試験
1. 指導方法（職業訓練原理、教科指導法、訓練生の心理、生活指導及び職業訓練関係法規）
2. 関連学科

- 系基礎学科
  - 建築工学（建築構造、建築設備、建築製図、建築仕上法、関係法規）
  - 安全衛生（安全管理、衛生管理）
- 専攻学科
  - 施工法（ブロック構造、測量、ブロック施工法、仕様及び積算）
  - 材料（ブロック施工用材料）

実技試験
1. ブロック施工